# Le affinità elettive
Le affinità elettive (in tedesco: Die Wahlverwandtschaften) è il quarto romanzo di Johann Wolfgang von Goethe, pubblicato nel 1809. Il titolo deriva dall'affinità chimica, proprietà degli elementi chimici che descrive la tendenza di alcuni di essi a legarsi con alcune sostanze a scapito di altre.
Il romanzo racconta la vita di una coppia sposata che, trovandosi a convivere con un amico di lui e con la nipote di lei, va incontro al disfacimento della propria relazione e alla formazione di due nuove coppie, che in brevissimo tempo si divideranno per colpa di una serie di eventi avversi, che faranno terminare la storia in modo tragico.

## Trama

### Prima parte
Il libro inizia raccontando la tranquilla vita di Edoardo e Carlotta. I due avevano vissuto il loro amore in giovane età, ma le loro famiglie avevano piani diversi per il futuro: Edoardo fu indotto dal padre a sposare una donna ricca e anziana e anche Carlotta fu data in sposa ad un altro uomo, benestante, dal quale ebbe anche una figlia, Luciana. Rimasto vedovo, Edoardo parte per un viaggio attorno al mondo durato anni, in compagnia di un vecchio amico, il Capitano. Al suo ritorno, i due si rincontrano; essendo entrambi vedovi, la fiamma tra loro si riaccende. Si sposano e dedicano la loro pacata esistenza alla cura della loro tenuta, circondata da un grande parco.
La storia si complica quando Edoardo, venuto a sapere della disgrazia in cui è caduto il suo amico, decide di portare il Capitano a vivere con loro. Carlotta è dapprima contraria, poiché teme che un terzo elemento possa rompere gli equilibri e la soddisfazione sentimentale faticosamente raggiunta. Viene dedicato un intero capitolo alla descrizione chimica di ciò che sarebbe successo quando l'elemento C, il Capitano, si sarebbe unito all'elemento B, Edoardo, lasciando così l'elemento A, Carlotta, solo.
Il problema trova soluzione quando Carlotta decide di prelevare una giovane nipote orfana, Ottilia, dal facoltoso collegio in cui questa risiede assieme a Luciana, e di trasferirla nella loro tenuta, non solo perché l'ama come fosse una figlia, ma anche perché avvertita dall'Assistente e dalla Preside di tale istituto come troppo introversa per un'istruzione collegiale.
Ad occupare la tenuta, dunque, sono ora in quattro. Edoardo e il Capitano si dedicano a opere di ingegneria e architettura, mentre le due donne sono completamente dedite all'organizzazione del parco. Pian piano, le affinità elettive fanno la loro comparsa, avvicinando terribilmente Edoardo ad Ottilia e il Capitano a Carlotta. Questi nuovi sentimenti vengono dapprima fortemente contrastati da tutti i personaggi coinvolti, ma la forza dell'amore parla per loro: quando, infatti, i due sposi si lasciano andare a una notte di passione, sentono e immaginano l'altro non come Carlotta o Edoardo, ma come Ottilia e il Capitano.
L'interesse che Edoardo prova per Ottilia cresce con il tempo fino a quando anche Carlotta e il Capitano, nello stesso momento, vanno contro le loro reciproche proibizioni e si scambiano un bacio; Carlotta è, tuttavia, una persona più pragmatica rispetto ad Edoardo, e decide così di non perdere completamente il proprio autocontrollo, cercando di cancellare dal suo cuore e dalla sua mente quel bacio illegittimo. È proprio a questo punto della storia che fuoriescono inesorabilmente i diversi comportamenti che i due coniugi, uniti dal matrimonio ma separati da una forte diversità caratteriale, assumono di fronte ad una stessa situazione: Edoardo, più simile ad Ottilia, continua ad amarla in maniera irrazionale, ma riservata, sperando in un futuro insieme; Carlotta ed il Capitano, invece, entrambi dallo spirito fermo, pur lasciandosi andare di fronte alla forza dell'eros comprendono che sarebbe meglio, per entrambi, sopprimere ogni sentimento, per evitare che la situazione degeneri.
Non a caso, quando il Capitano si trasferisce dopo un'offerta di lavoro ricevuta da un amico di Edoardo, Carlotta affronta il marito comunicandogli l'intenzione di mandare Ottilia da una sua amica, in modo che ella possa essere introdotta nell'alta società e che la coppia possa tentare un ritorno alla stabilità antecedente all'arrivo del Capitano e di Ottilia. Edoardo, per evitare ad Ottilia un futuro incerto, decide di lasciare il castello informando la moglie, comunicandole che fino a quando la ragazza fosse rimasta lì, lui non l'avrebbe cercata! Ma, ponendo la condizione che se Ottilia avesse abbandonato la proprietà, lui si sarebbe sentito libero di cercarla e corteggiarla.

### Seconda parte
Edoardo se ne va, così, senza salutare Ottilia, e Carlotta rimane sola nella tenuta con la giovane nipote. Proprio mentre il marito è via, Carlotta scopre di essere rimasta incinta durante la notte di passione col marito vissuta all'insegna di un reciproco e mentale "adulterio", nel quale l'una era vicina col pensiero al Capitano e l'altro ad Ottilia. La donna avvisa Edoardo della notizia tramite un intermediario, speranzosa che egli torni finalmente al castello; ma l'uomo, distrutto dalla lontananza dall'amata, decide di partire per la guerra, persuaso dal fatto che scampare alla morte potrebbe essere un segno per il quale egli sarà necessariamente destinato a coronare il suo amore con Ottilia. L'uomo non tornerà dal fronte fino alla nascita del piccolo Otto, assurdamente somigliante al Capitano e ad Ottilia, anziché ai suoi reali genitori.
Ormai desideroso di riavvicinarsi al suo vero amore, Edoardo convince il Capitano ad andare da Carlotta per persuaderla a rompere il matrimonio, così che ella sarà finalmente libera di legarsi al Capitano ed Edoardo ad Ottilia. Durante l'attesa egli non riesce ad aspettare, e si reca così nel bosco del proprio castello, dove casualmente Ottilia passeggiava assieme ad Otto. Lì, finalmente, i due si dichiarano un reciproco amore, sebbene Ottilia si mostri restìa ad accettare completamente una situazione non ancora consentita da Carlotta, cui la ragazza è comunque profondamente legata. Edoardo si allontana, dunque, per definire con Carlotta gli accordi che permettano a entrambi di costruirsi una nuova vita. Mentre l'uomo è via, Ottilia decide di tornare alla tenuta attraversando il lago in barca; vogando, il bambino cade disgraziatamente in acqua e la sua vita viene stroncata precocemente.
Ottilia, divorata dai sensi di colpa, convinta che la disgrazia sia avvenuta come punizione per aver amato un uomo sposato, si lascia morire non toccando cibo per settimane. Edoardo è inconsolabile per la morte del suo unico vero amore e qualche mese dopo muore anch'egli. Carlotta, ormai tra le braccia del Capitano, dispone che Edoardo e Ottilia vengano seppelliti uno accanto all'altra, cosicché, un giorno, possano risvegliarsi insieme.

## Personaggi
Le due coppie del romanzo sono accomunate dai rispettivi caratteri. Carlotta e il Capitano sono persone pragmatiche e posate che pensano alle conseguenze delle loro azioni e cercano di non farsi sorprendere dagli eventi e dagli affetti. Edoardo e Ottilia si comportano come due bambini; Edoardo in particolare cerca una persona che si rispecchi nella sua e infatti intuisce che Ottilia lo ama quando vede che ella copiando un contratto scritto da lui ha talmente preso a cuore il compito da finire per imitare la sua calligrafia quasi che volesse fondersi e confondersi con lui. Ottilia in Edoardo vede il padre che ha perso quando era piccola e questo si evidenzia nel libro quando lei smette di portare al collo un pendaglio con l'immagine del padre, dato che oramai Edoardo nel suo cuore ha preso il posto del padre defunto. Ottilia nel romanzo viene descritta come una persona eterea, quasi un angelo che non si rende conto che le attenzioni che gli uomini le riservano non dipendono solo da un comportamento cavalleresco, ma in realtà da un amore nascente nei suoi confronti. Ella dopo aver conosciuto Edoardo non ha spazio nel suo cuore per nessun altro e riesce a pensare solo a lui.

## Trasposizioni
Da Le affinità elettive è stata tratta una miniserie televisiva omonima prodotta dalla Rai, diretta da Gianni Amico e trasmessa nel 1979, e un film omonimo diretto dai fratelli Taviani e uscito nelle sale nel 1996.

## Influenze
Nel mondo della pittura, René Magritte ha tratto ispirazione da questa opera per il titolo del dipinto Affinità elettive.

## Traduzioni italiane
- La scelta dei parenti: romanzo, 2 voll., Milano, Angelo Ceresa cartolaio, 1837.
- Le affinità elettive. Romanzo, traduzione di Emma Perodi e Arnaldo de Mohr, Milano, Libreria Editrice Nazionale, 1903.
- Le affinità elettive, traduzione di Emma Perodi e Arnaldo de Mohr, Collana Biblioteca Amena n.773, Milano, Fratelli Treves Editori, 1925.
- Le affinità elettive, traduzione di Eugenio Levi, Milano, Sonzogno, 1932.
- Le affinità elettive, a cura di Cristina Baseggio; introduzione, traduzione e note di Giovanni Vittorio Amoretti, Collana I Grandi Scrittori Stranieri n.40, Torino, UTET, 1933.
- Le affinità elettive, traduzione di Massimo Mila, Torino, Einaudi, 1943. - Collana NUE n.6, Einaudi, 1966.
- Le affinità elettive, traduzione di Ruth Dessì, Collana Biblioteca Universale Rizzoli n.1902-1905, Milano, Rizzoli, 1962.
- Le affinità elettive, traduzione di Cristina Baseggio, Firenze, Sansoni, 1963. - Introduzione di Pietro Citati, Collana Classici, BUR, Milano, 1978-2015; Fabbri Editori, Milano.
- Le affinità elettive, traduzione di Renato Ferrari, introduzione di Lavinia Mazzucchetti, Novara, Istituto Geografico De Agostini, 1961. - Novara, Edipem, 1974.
- Le affinità elettive, traduzione di Henry Furst, Milano, Rusconi, 1967.
- Le affinità elettive, traduzione di Eugenio Levi (aggiornata), introduzione di Anna Maria Giachino, Collana Universale, Milano, Sonzogno, 1974.
- Le affinità elettive, traduzione di Giorgio Cusatelli, Collana I Grandi Libri, Milano, Garzanti, 1975.
- Le affinità elettive, traduzione di Agnese Grieco, Collezione Biblioteca, Sesto San Giovanni, Aldo Peruzzo Editore, 1986.
- Le affinità elettive, traduzione di Ada Vigliani, I classici Oscar Mondadori, Milano, Arnoldo Mondadori Editore, 1988, ISBN 88-04-37408-X. - con un saggio di Thomas Mann, ivi, 2009.
- Le affinità elettive, traduzione di Francesco Saba Sardi, Milano, Fabbri Editori, 1991.
- Le affinità elettive, traduzione di Paola Capriolo, a cura di Giuliano Baioni, Collana Letteratura universale. Gli elfi, Venezia, Marsilio, 1995. - Introduzione di Maria Fancelli, Marsilio, 2002; Introduzione di P. Capriolo, Marsilio, 2020.
- Le affinità elettive, traduzione di e cura di Luca Crescenzi, Roma, Newton Compton, 1996.
- Le affinità elettive, traduzione di e presentazione di Giuseppina Quattrocchi, Collezione Acquarelli n.161, Colognola ai Colli, Demetra, 1997, 1999. - Introduzione e note di Bruno Nacci, Firenze, Giunti, 2006-2012; Introduzione di Maria Fosca Finazzi, Giunti Demetra, 2018.
- Le affinità elettive, traduzione di Mario Santagostini, introduzione di Enrico De Angelis, Collana La Biblioteca di Repubblica: Ottocento, Roma, Gruppo L'Espresso-La Repubblica, 2004.
- Le affinità elettive, traduzione di R. Alasia, Collana Classici tascabili, Milano, Dalai Editore, 2011.
- Le affinità elettive, traduzione di Umberto Gandini, introduzione di Italo Alighiero Chiusano, Collana Universale Economica.I Classici n.2241, Milano, Feltrinelli, 2011, ISBN 978-88-07-82241-4.
- Le affinità elettive, introduzione a cura di Alessandro Tognoli, con un saggio di Madame de Stäel, Collana Nuovi classici, Siena, Barbera Editore, 2011.
- Le affinità elettive, Collana Grandi classici, Gazzada Schianno (VA), Crescere, 2013, ISBN 978-88-8337-218-6.
- Le affinità elettive, Collana Highlander, Massa, Edizioni Clandestine, 2013, ISBN 978-88-6596-420-0.